# Xeneda coena
Xeneda coena är en fjärilsart som beskrevs av Diakonoff 1961. Xeneda coena ingår i släktet Xeneda och familjen vecklare. Inga underarter finns listade i Catalogue of Life.